# Ligne de tramway 399
La ligne 399 est une ancienne ligne de tramway du Groupe de Tournai de la Société nationale des chemins de fer vicinaux (SNCV) qui a fonctionné entre le 30 août 1930 et le 26 avril 1952.

## Histoire
La ligne est mise en service en traction vapeur le 30 août 1930 entre la gare de Tournai et Wez-Velvain Station (nouvelle section Tournai Porte de Lille - Wez-Velvain Station, capital 95). L'exploitation est assurée par la SNCV,. La circulation dans Tournai entre la gare et la porte de Lille est identique à la ligne 4 (depuis la gare vers Wez-Velvain par le quai Dumon, le Rond-Point et le boulevard de ceinture et depuis Wez-Velvain vers la gare par la Grand-Place et le pont de Fer).
Le 15 décembre 1933, la traction vapeur est remplacée par des autorails. Il est probable que l'itinéraire ait à cette occasion été modifié en passant dans les deux sens par la Grand-Place comme ce fut le cas pour la ligne 4 lors de son électrification un an plus tôt.
La destruction le 19 mai 1940 des ponts sur l'Escault dont le pont de Fer entraine la fermeture à tout trafic de la section Tournai Pont de Fer - Porte de Lille par la Grand-Place (capital 95), la ligne est déviée par le Rond-Point et le boulevard de ceinture jusqu'à la porte de Lille,.
La ligne est supprimée le 26 avril 1952 en même temps que les lignes électriques du groupe de Tournai entrainant la fermeture à tout-trafic de la section Tournai Gare - Pont Delwart via la rue Royale et le quai Dumon (capital 95), le tramway est remplacé par une  ligne d'autobus sous l'indice 7. Ses voies restent néanmoins utilisées pour le trafic fret jusqu'au 25 mars 1954 où le trafic fret cesse sur la ligne (ainsi que sur les anciennes lignes électriques de Tournai), entrainant la fermeture à tout trafic de la section Tournai Rond-Point - Wez-Velvain Station (capital 95),.

## Infrastructure

### Dépôts et stations
Autres dépôts utilisés par la ligne situés sur le reste du groupe : Tournai.

## Exploitation

### Horaires
Tableaux :
- 399 en 1931[7].
- 665 en 1950[8].